# Ken Reichel
Ken Reichel (Berlín Oeste, Alemania Federal, 19 de diciembre de 1986) es un exfutbolista alemán que jugaba de defensa.

## Trayectoria
Reichel comenzó su carrera en el TSV Rudow y el SV Tasmania-Gropiusstadt 1973 de su natal Berlín. En enero de 2005 se unió al Hamburgo S. V. II.
Luego de dos años en Hamburgo, en los cuales no llegó a ser parte del primer equipo, fichó por el Eintracht Brunswick en 2007. Se ganó un lugar en la historia del club, años en que el club logró el ascenso desde la Regionalliga Nord a la Bundesliga. En julio de 2017 fue nombrado capitán del equipo. Sin embargo en 2018, luego del descenso del club a la 3. Liga, se anunció la desvinculación del defensor y dejó el club después de más de 10 años.
Luego de dejar el Braunschweig, Reichel fichó por el Unión Berlín por dos años. Pasado ese tiempo, y al no renovar su contrato, abandonó el club.
El 14 de agosto de 2020 firmó con el VfL Osnabrück por una temporada.

## Estadísticas
Actualizado al último partido disputado el 8 de mayo de 2021.
| Hamburgo S. V. II · Alemania                                                                                     | 4.ª           | 2004-05       | 3   | 1  | —  | — | — | — | 3   | 1  |
| Hamburgo S. V. II · Alemania                                                                                     | 4.ª           | 2005-06       | 9   | 0  | —  | — | — | — | 9   | 0  |
| Hamburgo S. V. II · Alemania                                                                                     | 4.ª           | 2006-07       | 23  | 2  | —  | — | — | — | 23  | 2  |
| Hamburgo S. V. II · Alemania                                                                                     | Total club    | Total club    | 35  | 3  | 0  | 0 | 0 | 0 | 35  | 3  |
| Eintracht Brunswick · Alemania                                                                                   | 4.ª           | 2007-08       | 7   | 0  | 1  | 0 | — | — | 8   | 0  |
| Eintracht Brunswick · Alemania                                                                                   | 3.ª           | 2008-09       | 19  | 0  | 0  | 0 | — | — | 19  | 0  |
| Eintracht Brunswick · Alemania                                                                                   | 3.ª           | 2009-10       | 26  | 0  | 0  | 0 | — | — | 26  | 0  |
| Eintracht Brunswick · Alemania                                                                                   | 3.ª           | 2010-11       | 35  | 1  | 1  | 0 | — | — | 36  | 1  |
| Eintracht Brunswick · Alemania                                                                                   | 2.ª           | 2011-12       | 33  | 0  | 1  | 0 | — | — | 34  | 0  |
| Eintracht Brunswick · Alemania                                                                                   | 2.ª           | 2012-13       | 25  | 0  | 2  | 0 | — | — | 27  | 0  |
| Eintracht Brunswick · Alemania                                                                                   | 1.ª           | 2013-14       | 27  | 1  | 1  | 0 | — | — | 28  | 1  |
| Eintracht Brunswick · Alemania                                                                                   | 2.ª           | 2014-15       | 32  | 4  | 3  | 0 | — | — | 35  | 4  |
| Eintracht Brunswick · Alemania                                                                                   | 2.ª           | 2015-16       | 31  | 7  | 3  | 0 | — | — | 34  | 7  |
| Eintracht Brunswick · Alemania                                                                                   | 2.ª           | 2016-17       | 32  | 7  | 1  | 0 | 2 | 0 | 35  | 7  |
| Eintracht Brunswick · Alemania                                                                                   | 2.ª           | 2017-18       | 30  | 2  | 1  | 0 | — | — | 31  | 2  |
| Eintracht Brunswick · Alemania                                                                                   | Total club    | Total club    | 297 | 22 | 14 | 0 | 2 | 0 | 313 | 22 |
| Unión Berlín · Alemania                                                                                          | 2.ª           | 2018-19       | 27  | 0  | 1  | 0 | 2 | 0 | 30  | 0  |
| Unión Berlín · Alemania                                                                                          | 1.ª           | 2019-20       | 7   | 0  | 0  | 0 | — | — | 7   | 0  |
| Unión Berlín · Alemania                                                                                          | Total club    | Total club    | 34  | 0  | 1  | 0 | 2 | 0 | 37  | 0  |
| VfL Osnabrück · Alemania                                                                                         | 2.ª           | 2020-21       | 20  | 0  | 1  | 0 | — | — | 21  | 0  |
| VfL Osnabrück · Alemania                                                                                         | Total club    | Total club    | 20  | 0  | 1  | 0 | 0 | 0 | 21  | 0  |
| Total carrera | Total carrera | Total carrera | 386 | 25 | 16 | 0 | 4 | 0 | 406 | 25 |
| (1) Incluye datos de la Copa de Alemania (2) Incluye datos de la promoción de ascenso y descenso a 1. Bundesliga |               |               |     |    |    |   |   |   |     |    |

## Palmarés

### Títulos nacionales
| Título  | Club                | País     | Año     |
| ------- | ------------------- | -------- | ------- |
| 3. Liga | Eintracht Brunswick | Alemania | 2010-11 |